# Szestakowe
Szestakowe (ukr. Шестакове) – wieś na Ukrainie, w obwodzie charkowskim, w rejonie wołczańskim. W 2001 liczyła 649 mieszkańców.